# Liang Qiuzhong
Det här är en artikel om en person med kinesiskt personnamn; Liang är familjenamnet.
Liang Qiuzhong, född 12 september 1966, är en kinesisk bågskytt. Han deltog vid olympiska sommarspelen 1988.